# Jan Křesadlo

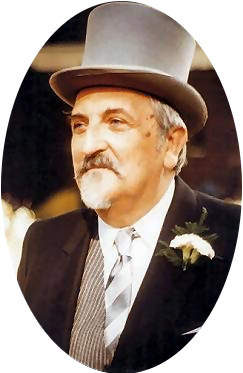
Jan Křesadlo

Václav Jaroslav Karel Pinkava, piszący pod pseudonimem Jan Křesadlo (ur. 9 grudnia 1926 w Pradze, zm. 13 sierpnia 1995 w Colchesterze) – czeski pisarz.

## Życiorys
Po inwazji wojsk Układu Warszawskiego na Czechosłowację w 1968 roku wyemigrował do Wielkiej Brytanii z żoną i czwórką dzieci. Pracował jako psycholog kliniczny, ordynator oddziału. Po przejściu na wcześniejszą emeryturę w roku 1982 w całości poświęcił się twórczości artystycznej. Za swój debiut, powieść Ścierwopiewcy (Mrchopěvci), wydaną przez czeską emigracyjną oficynę wydawniczą ’68 Publishers Josefa Škvoreckiego, otrzymał prestiżową nagrodę literacką im. Egona Hostovskiego.
Swój pseudonim wybrał częściowo dlatego, że w swoim oficjalnym nazwisku nie miał typowo czeskiej głoski „ř”. Pseudonimami posługiwał się bardzo chętnie, na przykład anagramowy Jake Rolands (autor literatury popularnej), J. K. Klement (tłumacz), Juraj Hron (autor z regionu Slovácko), Ferdinand Lučovický z Lučovic i na Suchým dole (kompozytor), Kamil Troud (ilustrator) i wieloma innymi.
Interesował się muzyką kościelną, którą również komponował, między innymi Mszę Głagolicką. Oprócz swojej twórczości artystycznej i zawodowej publikował też artykuły z dziedziny logiki matematycznej, w której wynalazł całą klasę logik wielowartościowych.
Jako tak zwany człowiek renesansu, polihistoryk, chętnie piętrzył przed sobą zadania i przeszkody. Ze swoją córką przetłumaczył na język angielski Wieniec sonetów Jaroslava Seiferta, a do tego dołączył własny buntowniczy Antywieniec.
Wydał zbiór poezji w siedmiu językach, zatytułowany Siedmiogłosek (Sedmihlásek), Zaganiacz. W sumie, włącznie z kilkoma wieńcami sonetów, napisał ponad sto sonetów.
Do jego szczytowych osiągnięć należy bez wątpienia ΆΣΤΡΟΝΑΥΤΙΛÍΑ, Astronautilia, nietypowa powieść fantastycznonaukowa, liczący ponad 6 500 wersów starogrecki poemat homerycki z równoległym tłumaczeniem na język czeski. Książka ta wyszła dopiero tuż po jego śmierci.
Został pochowany pod pomnikiem autorstwa swego syna Jana Pinkavy, na Cmentarzu Winogradzkim w Pradze.